# Upschört
Upschört ist eine um 1800 nördlich von Wiesede gegründete Moorkolonie. Das Dorf ist nach dem nördlich gelegenen sogenannten Upschörter Moor benannt. Dessen Bezeichnung wiederum ist eine Zusammensetzung der niederdeutschen Begriffe up (=auf, herauf, hinauf) und Schört (=Einschnitt, Spalte, Öffnung, Scheidung, Grenze, schräg, steil, abschüssig). Der Dorfname bezeichnet somit die Lage des Ortes an der Grenze zwischen Sand und Moor. Durch den Bau des Ems-Jade-Kanals in den Jahren 1880/88 nahm die Entwicklung der Reihenansiedlung einen Schub. Viele Bewohner fanden dort Arbeit. Nach Fertigstellung der Wasserstraße ließen sich in Upschört zudem einige Binnenschiffer nieder. Heute ist das Dorf gemeinsam mit Wiesede ein Ortsteil der Gemeinde Friedeburg. Ortsvorsteherin ist Elke Hildebrandt (SPD).